# سید مهدی هاشمی (نماینده مجلس نهم)
سید مهدی هاشمی (زادهٔ ۱۳۴۲ تهران) نظامی و سیاستمدار ایرانی است، که هم‌اکنون به‌عنوان رئیس کمیسیون زیربنایی و تولیدی دبیرخانه مجمع تشخیص مصلحت نظام فعالیت می‌کند. او در دولت نهم برای مدت ۳ ماه از اردیبهشت تا مرداد ۱۳۸۷ سرپرست وزارت کشور بود.
هاشمی فعالیت نظامی را از سال ۱۳۵۷ در کمیته انقلاب اسلامی آغاز کرد و در خلال جنگ ایران و عراق از اعضای سپاه پاسداران بود. او از ۱۳۸۲ تا ۱۳۸۴ معاون هماهنگی و امور مناطق شهرداری تهران بود، در فاصله سالهای ۱۳۸۴ تا ۱۳۸۷ به‌عنوان معاون هماهنگی امور عمرانی وزیر کشور فعالیت می‌کرد، در سال ۱۳۸۷ برای مدت ۳ ماه وزیر کشور بود و از ۱۳۸۷ تا ۱۳۸۹ نیز قائم‌مقامی وزارت راه و ترابری را برعهده داشت.
وی از ۱۳۸۹ تا ۱۳۹۲ رئیس سازمان نظام مهندسی ساختمان بود. هاشمی در دوره نهم مجلس به‌عنوان نماینده تهران در مجلس حضور داشت و از ۱۳۹۲ تا ۱۳۹۵ رئیس کمیسیون عمران بود. او از ۱۴۰۱ تا ۱۴۰۲ به‌عنوان نائب‌رئیس کمیسیون زیربنایی و تولیدی دبیرخانه مجمع تشخیص مصلحت نظام فعالیت می‌کرد و از سال ۱۴۰۲ تاکنون نیز ریاست این کمیسیون را برعهده دارد.

## زندگی
سیّد مهدی هاشمی در سال ۱۳۴۲ در تهران زاده شد. محمود احمدی‌نژاد در تاریخ ۲۳ مرداد ۱۳۸۴ وی را برای تصدی وزارت رفاه و تأمین اجتماعی به مجلس معرفی کرد، که نتوانست رأی اعتماد نمایندگان مجلس را کسب کند.
وی معاون عمرانی وزارت کشور و رئیس ستاد تبصره ۱۳ نیز شد. در انتخابات ۱۲ اسفند ۱۳۹۰ از حوزه انتخابیه تهران راهی مجلس نهم گردید. او رئیس سابق سازمان نظام مهندسی ساختمان است و ریاست کمیسیون عمران مجلس شورای اسلامی را در دوره‌ای که نماینده مجلس بود بر عهده داشت.
سیدمهدی هاشمی نمایندهٔ دورهٔ نهم مجلس شورای اسلامی و عضو کمیسیون عمران مجلس شورای اسلامی از حوزهٔ انتخابیهٔ تهران، ری، شمیرانات، اسلامشهر و پردیس در استان تهران بود.
سید مهدی هاشمی همچنین از سال ۱۳۸۶ رئیس فدراسیون تیراندازی بود که پیش از پایان دوره ریاستش و به دلیل ملغی اعلام شدن انتخابات برگزار شده از سوی دیوان عدالت اداری مدیریت فدراسیون تیراندازی را کنار گذاشت و از این سمت برکنار شد.
سید مهدی هاشمی در بهمن ۱۴۰۱ با حکم دبیر مجمع تشخیص مصلحت نظام به عنوان نائب‌رئیس کمیسیون زیربنایی و تولیدی دبیرخانه مجمع تشخیص مصلحت نظام منصوب گردید.

## ریاست ستاد سید ابراهیم رئیسی
در جریان انتخابات ریاست‌جمهوری ۱۳۹۶ او به‌عنوان رئیس ستاد انتخاباتی سید ابراهیم رئیسی در استان تهران برگزیده شد.

## شکایت از عباس آخوندی
در ۷ مهر ۱۳۹۷ عباس آخوندی، وزیر راه و شهرسازی دولت حسن روحانی طی نامه‌ای اعلام کرد که دانشنامهٔ ارائه‌شده از سوی مهدی هاشمی جعلی بوده است و دستور داد تمامی حقوقی که بابت مدرک جعلی مهندسی خود دریافت داشته را بازگرداند. او در پاسخ، ضمن رد این اتهامات، اعلام کرد که پیگیر موارد اتهامی در دادگاه خواهد بود. سرانجام درپی شکایت سید مهدی هاشمی، عباس آخوندی با حکم قطعی شعبه ۷۸ دادگاه تجدیدنظر استان تهران به جرم نشر اکاذیب محکوم گردید.